# Мирошники (Полтавская область)
Мирошники (укр. Мірошники) — село,
Федунский сельский совет,
Шишацкий район,
Полтавская область,
Украина.
Код КОАТУУ — 5325785204. Население по переписи 2001 года составляло 9 человек.

## Географическое положение
Село Мирошники находится на расстоянии в 0,5 км от села Римиги.
По селу протекает пересыхающий ручей с запрудой.